# Serie A 1981 (pallanuoto maschile)

La formazione della Rari Nantes Bogliasco per la prima volta campione d'Italia

La Serie A 1981 è stata la 62ª edizione della massima serie del Campionato italiano maschile di pallanuoto. Si impone a sorpresa la Rari Nantes Bogliasco, imbattuta, al suo primo successo.

## Classifica finale
|  |     | Classifica finale 1981 | Pt | G  | V  | N | P  | GF  | GS  | DR   |
|  | --- | ---------------------- | -- | -- | -- | - | -- | --- | --- | ---- |
|  | 1.  | Bogliasco              | 41 | 22 | 19 | 3 | 0  | 197 | 127 | +70  |
|  | 2.  | Pro Recco              | 37 | 22 | 18 | 1 | 3  | 221 | 149 | +72  |
|  | 3.  | Florentia              | 28 | 22 | 13 | 2 | 7  | 192 | 149 | +43  |
|  | 4.  | Camogli                | 24 | 22 | 9  | 6 | 7  | 155 | 144 | +11  |
|  | 5.  | Canottieri Napoli      | 24 | 22 | 12 | 0 | 10 | 158 | 150 | +8   |
|  | 6.  | Posillipo              | 20 | 22 | 10 | 0 | 12 | 180 | 192 | -12  |
|  | 7.  | Nervi                  | 19 | 22 | 9  | 2 | 11 | 173 | 177 | -4   |
|  | 8.  | Mameli                 | 19 | 22 | 9  | 1 | 12 | 164 | 180 | -16  |
|  | 9.  | Ortigia                | 18 | 22 | 8  | 2 | 12 | 173 | 195 | -22  |
|  | 10. | Pescara                | 18 | 22 | 8  | 2 | 12 | 129 | 152 | -23  |
|  | 11. | Civitavecchia          | 13 | 22 | 5  | 3 | 14 | 169 | 193 | -24  |
|  | 12. | Torino '81             | 2  | 22 | 1  | 0 | 21 | 149 | 252 | -103 |

## Verdetti
- Rari Nantes Bogliasco Campione d'Italia
- Civitavecchia e Torino '81 retrocesse in Serie B